# Discografia dei Garbage
La discografia dei Garbage, gruppo musicale statunitense formatosi nel 1994, è composta da 6 album in studio, due raccolte, un EP e 33 singoli.

## Album

### Album in studio
| Anno                                                                          | Titolo | Posizione in classifica | Posizione in classifica | Posizione in classifica | Posizione in classifica | Posizione in classifica | Posizione in classifica | Posizione in classifica | Posizione in classifica | Posizione in classifica | Posizione in classifica | Posizione in classifica | Certificazione                                                             |
| Anno                                                                          | Titolo | US                      | AUS                     | AUT                     | BEL                     | CAN                     | FIN                     | FRA                     | NZ                      | NOR                     | UK                      | ITA                     | Certificazione                                                             |
| ----------------------------------------------------------------------------- | --- | ----------------------- | ----------------------- | ----------------------- | ----------------------- | ----------------------- | ----------------------- | ----------------------- | ----------------------- | ----------------------- | ----------------------- | ----------------------- | -------------------------------------------------------------------------- |
| 1995                                                                          | Garbage - Pubblicato: 7 agosto 1995 - Etichetta: Almo Sounds - Formati: CD, LP, musicassetta, download digitale                                  | 20                      | 4                       | —                       | 34                      | 61                      | 23                      | 16                      | 1                       | 30                      | 6                       | —                       | - US: 2× Platino - UK: 2× Platino - AUS: 2× Platino - CAN: 2× Platino      |
| 1998                                                                          | Version 2.0 - Pubblicato: 11 maggio 1998 - Etichetta: Almo Sounds - Formati: CD, LP, musicassetta, download digitale                             | 13                      | 5                       | 4                       | 3                       | 2                       | 6                       | 1                       | 1                       | 4                       | 1                       | —                       | - US: Platino - UK: 2× Platino - AUS: Platino - CAN: Platino - EU: Platino |
| 2001                                                                          | Beautifulgarbage - Pubblicato: 1º ottobre 2001 - Etichetta: Almo Sounds, Interscope - Formati: CD, LP, musicassetta, Minidisc, download digitale | 13                      | 1                       | 9                       | 9                       | 6                       | 4                       | 3                       | 2                       | 7                       | 6                       | 9                       | - UK: Oro - AUS: 3× Platino - CAN: Oro                                     |
| 2005                                                                          | Bleed Like Me - Pubblicato: 11 aprile 2005 - Etichetta: Almo Sounds, Geffen - Formati: CD, musicassetta, download digitale                       | 4                       | 4                       | 17                      | 12                      | 9                       | 18                      | 6                       | 25                      | 26                      | 4                       | 14                      | - AUS: Oro                                                                 |
| 2012                                                                          | Not Your Kind of People - Pubblicato: 14 maggio 2012 - Etichetta: Stunvolume - Formati: CD, LP, download digitale                                | 13                      | 8                       | 39                      | —                       | 17                      | —                       | 15                      | 32                      | —                       | 10                      | —                       |                                                                            |
| 2016                                                                          | Strange Little Birds - Pubblicato: 10 giugno 2016 - Etichetta: Stunvolume - Formati: CD, LP, download digitale                                   | 14                      | 9                       | 17                      | —                       | 69                      | —                       | 23                      | 18                      | 16                      | 17                      | —                       |                                                                            |
| 2021                                                                          | No Gods No Masters - Pubblicato: 11 giugno 2021 - Etichetta: Stunvolume / Infectious Music - Formati: CD, LP, download digitale                  | 33                      | 5                       | 13                      | —                       | —                       | 6                       | 40                      | 34                      | —                       | 5                       | —                       |                                                                            |
| 2025                                                                          | Let All That We Imagine Be the Light | —                       | 87                      | 10                      | —                       | —                       | —                       | 104                     | —                       | —                       | 24                      | —                       |                                                                            |
| "—" indica una pubblicazione non classificata o non pubblicata in quel Paese. | |                         |                         |                         |                         |                         |                         |                         |                         |                         |                         |                         |                                                                            |

### Raccolte
| Anno | Dettagli album | Posizione in classifica | Posizione in classifica | Posizione in classifica | Posizione in classifica | Posizione in classifica | Posizione in classifica | Posizione in classifica | Posizione in classifica |
| Anno | Dettagli album | US                      | AUS                     | BEL                     | IRL                     | SPA                     | SWI                     | UK                      | ITA                     |
| ---- | --- | ----------------------- | ----------------------- | ----------------------- | ----------------------- | ----------------------- | ----------------------- | ----------------------- | ----------------------- |
| 2007 | Absolute Garbage - Pubblicato: 16 luglio 2007 - Etichetta: Warner Bros., Geffen (USA) - Formato: CD, download digitale | 68                      | 18                      | 38                      | 22                      | 59                      | 77                      | 11                      | 79                      |
| 2012 | The Absolute Collection - Pubblicato: 2 novembre 2012 - Etichetta: Liberation Music - Formato: CD, download digitale   | —                       | 88                      | —                       | —                       | —                       | —                       | —                       | —                       |
| 2022 | Anthology - Pubblicato: 28 ottobre 2022 - Etichetta: Stunvolume / BMG - Formato: CD, LP, download digitale             | —                       | —                       | 110                     | —                       | 49                      | —                       | 99                      | —                       |

### Album video
| Anno | Titolo                                                                                               | Classifiche | Classifiche |
| Anno | Titolo                                                                                               | US          | UK          |
| ---- | --- | ----------- | ----------- |
| 1996 | Garbage Video - Pubblicato: 26 novembre 1996 - Etichetta: Almo Sounds - Formati: VHS, VCD            | 10          | 12          |
| 2007 | Absolute Garbage - Pubblicato: 16 luglio 2007 - Etichetta: Warner Bros., Geffen (USA) - Formato: DVD | 5           | —           |
| 2013 | One Mile High... Live - Pubblicato: 27 maggio 2013 - Etichetta: Eagle Rock - Formato: DVD, Blu-ray   | 6           | 11          |

### Album di remix
| Anno | Dettagli album |
| ---- | --- |
| 2018 | Version 2.0: The Official Remixes - Pubblicato: 6 luglio 2018 - Etichetta: Almo, Interscope - Formato: download digitale |

### Extended play
| Anno | Titolo                                                                                            |
| ---- | ------------------------------------------------------------------------------------------------- |
| 2002 | Special Collection - Pubblicato: 6 febbraio 2002 (solo in Giappone) - Etichetta: Sony Music Japan |

## Singoli
| Anno | Titolo                                              | Classifiche | Classifiche | Classifiche | Classifiche | Classifiche | Album di provenienza                                                       |
| Anno | Titolo                                              | UK          | US          | US Alt.     | AUS         | ITA         | Album di provenienza                                                       |
| ---- | --------------------------------------------------- | ----------- | ----------- | ----------- | ----------- | ----------- | -------------------------------------------------------------------------- |
| 1995 | Vow                                                 | 138         | 97          | 26          | 31          |             | Garbage                                                                    |
| 1995 | Subhuman                                            | 50          | —           | —           | —           |             | —                                                                          |
| 1995 | Only Happy When It Rains                            | 29          | 55          | 16          | 80          |             | Garbage                                                                    |
| 1995 | Queer                                               | 13          | 57A         | 12          | 55          |             | Garbage                                                                    |
| 1996 | Stupid Girl                                         | 4           | 24          | 2           | 46          |             | Garbage                                                                    |
| 1996 | Milk (feat. Tricky)                                 | 10          | —           | —           | 44          |             | Garbage                                                                    |
| 1996 | #1 Crush                                            | —           | 29A         | 1           | —           |             | Colonna sonora ufficiale del film Romeo + Giulietta di William Shakespeare |
| 1998 | Push It                                             | 9           | 52          | 5           | 31          |             | Version 2.0                                                                |
| 1998 | I Think I'm Paranoid                                | 9           | 70A         | 6           | 57          |             | Version 2.0                                                                |
| 1998 | Special                                             | 15          | 52          | 11          | 54          |             | Version 2.0                                                                |
| 1999 | The Trick Is to Keep Breathing                      | —           | —           | —           | —           | —           | Version 2.0                                                                |
| 1999 | When I Grow Up                                      | 9           | -           | 23          | 25          |             | Version 2.0                                                                |
| 1999 | You Look So Fine                                    | 19          | —           | —           | —           |             | Version 2.0                                                                |
| 1999 | The World Is Not Enough                             | 11          | —           | —           | 8           |             | Colonna sonora ufficiale del film Il mondo non basta                       |
| 2001 | Androgyny                                           | 24          | —           | —           | 21          |             | Beautifulgarbage                                                           |
| 2002 | Cherry Lips                                         | 22          | —           | —           | 7           | 8           | Beautifulgarbage                                                           |
| 2002 | Breaking Up the Girl                                | 27          | —           | —           | 16          |             | Beautifulgarbage                                                           |
| 2002 | Shut Your Mouth                                     | 20          | —           | —           | —           |             | Beautifulgarbage                                                           |
| 2005 | Why Do You Love Me                                  | 7           | 94          | 8           | 19          |             | Bleed Like Me                                                              |
| 2005 | Bleed Like Me                                       | —           | —           | 27          | —           |             | Bleed Like Me                                                              |
| 2005 | Sex Is Not the Enemy                                | 24          | —           | —           | —           |             | Bleed Like Me                                                              |
| 2005 | Run Baby Run                                        | —           | —           | —           | 47          |             | Bleed Like Me                                                              |
| 2007 | Tell Me Where It Hurts                              | 50          | —           | —           | —           |             | Absolute Garbage                                                           |
| 2012 | Blood for Poppies                                   | —           | —           | 17          | —           |             | Not Your Kind of People                                                    |
| 2012 | Battle in Me                                        | —           | —           | —           | —           |             | Not Your Kind of People                                                    |
| 2013 | Because the Night (feat. Screaming Females)         | —           | —           | —           | —           |             | —                                                                          |
| 2014 | Girls Talk (feat. Brody Dalle)                      | —           | —           | —           | —           |             | —                                                                          |
| 2015 | The Chemicals (feat. Brian Aubert)                  | —           | —           | —           | —           |             | —                                                                          |
| 2016 | Empty                                               | —           | —           | 39          | —           |             | Strange Little Birds                                                       |
| 2017 | No Horses                                           | —           | —           | —           | —           |             | —                                                                          |
| 2018 | Destroying Angels (feat. John Doe e Exene Cervenka) | —           | —           | —           | —           |             | —                                                                          |
| 2021 | The Men Who Rule the World                          | —           | —           | —           | —           |             | No Gods No Masters                                                         |

A The Hot 100 airplay chart

## Cover

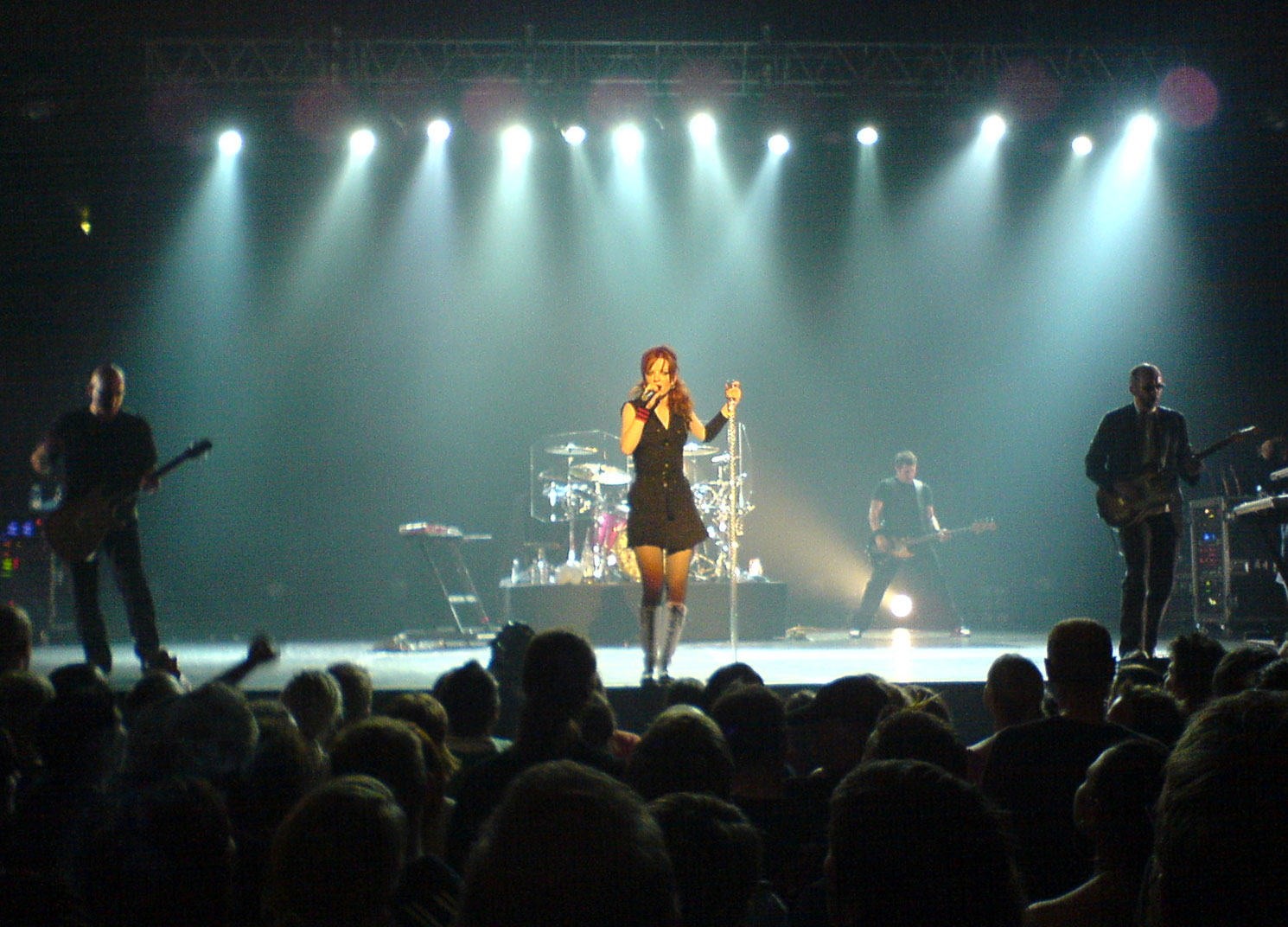
I Garbage durante il Bleed Like Me tour a Copenaghen in Danimarca

Spesso i Garbage si sono esibiti con cover durante i loro concerti dal vivo. Nella loro prima tournée (1995-1996) suonarono una canzone di Vic Chesnutt, Supernatural, mentre un'altra (Kick My Ass) fu pubblicata su un album di tributo. Come lato B del singolo Queer, i Garbage incisero una cover di Butterfly Collector dei Jam mentre quelli dei singoli di Push It e When I Grow Up registrarono rispettivamente le cover di Thirteen dei Big Star e Can't Seem To Make You Mine dei Seeds. Nella tournée del 1998 (Version 2.0 tour), la band eseguì Day Tripper dei Beatles e Black Sabbath dell'omonima band. Nel luglio del 1999 regalarono in un particolare concerto a Edimburgo, per celebrare l'apertura del Parlamento scozzese, John Anderson di Robert Burns, celebre ballata scozzese, e Don't Let Me Down dei Beatles.
Dopo Beautifulgarbage, il gruppo si esibì con Suffocate Me degli Angelfish, la band di cui faceva parte Shirley prima di unirsi ai Garbage; il gruppo si esibì dal vivo anche con una cover di Dancing Queen degli ABBA e Can't Get You out of My Head di Kylie Minogue in diverse date del tour australiano. Alla fine del tour, i Garbage suonarono con i No Doubt e i Distillers la canzone dei Blondie Call Me come regalo di chiusura ai propri fan.
Inoltre i Garbage suonarono la canzone degli U2 Pride (In the Name of Love) per Bono nella serata di premiazione dei MusiCares Awards nel 2003, e anche I Fall to Pieces di Patsy Cline al teatro Ryman di Nashville (cover ripetuta a Columbus). Nel 2005, Manson ha spesso cantato alcuni versi di Singin' in the Rain durante l'intro di Only Happy When It Rains. Nel 2003 su richiesta di Johnny Ramone, partecipano alla creazione di un album tributo ai Ramones, We're a Happy Family, suonando la canzone I Just Wanna Have Something To Do.
Nel 2011 i Garbage partecipano all'album di tributo AHK-toong BAY-bi Covered, un album di cover di vari artisti dedicato al 20º anniversario dell'album degli U2 Achtung Baby, con una cover di Who's Gonna Ride Your Wild Horses.
Già si sapeva che Shirley eseguiva spesso sul palco, anche durante i concerti, prove di alcune canzoni tra cui:
- Not My Idea - campione tratto da Once In A Lifetime dei Talking Heads, No Woman, No Cry di Bob Marley e Temptation dei New Order.
- Vow - campione tratto da Revenge di Patti Smith, Why D'Ya Do It? di Marianne Faithfull, Why Don't We Do It in the Road? dei Beatles, You're So Vain di Carly Simon, Let's Do It di Cole Porter, Lover I Don't Have To Love dei Bright Eyes e Mystery Girl e Maps degli Yeah Yeah Yeahs.
- Special - prova tratta dalle canzoni dei Pretenders Kid e Talk Of The Town.
- Trip My Wire - prova tratta da Mystery Train di Junior Parker e Good Golly Miss Molly di Little Richard.
- Stupid Girl - campione tratto da Wannabe delle Spice Girls e ...Baby One More Time di Britney Spears.
- Parade - mix tratto dalla canzone di Missy Elliot Get Ur Freak On.

## Videografia

### Video musicali
| Anno | Traccia                                     | Regista            |
| ---- | ------------------------------------------- | ------------------ |
| 1995 | Vow                                         | Samuel Bayer       |
| 1995 | Queer                                       | Stéphane Sednaoui  |
| 1996 | Only Happy When It Rains                    | Samuel Bayer       |
| 1996 | Stupid Girl                                 | Samuel Bayer       |
| 1996 | Stupid Girl (Remix)                         | Samuel Bayer       |
| 1996 | Sleep                                       | Karen Lamond       |
| 1996 | Milk                                        | Stéphane Sednaoui  |
| 1996 | Milk (Remix)                                | Stéphane Sednaoui  |
| 1998 | Push It                                     | Andrea Giacobbe    |
| 1998 | I Think I'm Paranoid                        | Matthew Rolston    |
| 1998 | Special                                     | Dawn Shadforth     |
| 1998 | When I Grow Up                              | Sophie Muller      |
| 1998 | The Trick Is to Keep Breathing              | Sophie Muller      |
| 1999 | You Look So Fine                            | Stéphane Sednaoui  |
| 1999 | When I Grow Up (Performance version)        | Sophie Muller      |
| 1999 | The World Is Not Enough                     | Philipp Stölzl     |
| 2001 | Androgyny                                   | Donald Cameron     |
| 2001 | Cherry Lips                                 | Joseph Kahn        |
| 2001 | Breaking Up the Girl                        | Francis Lawrence   |
| 2001 | Breaking Up the Girl (Daria version)        | Francis Lawrence   |
| 2002 | Shut Your Mouth                             | Henry Moore Selder |
| 2002 | Shut Your Mouth (Live)                      | Elliot Chaffer     |
| 2005 | Why Do You Love Me                          | Sophie Muller      |
| 2005 | Bleed Like Me                               | Sophie Muller      |
| 2005 | Sex Is Not the Enemy                        | Sophie Muller      |
| 2005 | Run Baby Run                                | Sophie Muller      |
| 2007 | Tell Me Where It Hurts                      | Sophie Muller      |
| 2012 | Blood for Poppies                           | Matt Irwin         |
| 2012 | Big Bright World                            | Julie Orser        |
| 2013 | Because the Night (feat. Screaming Females) | Sophie Muller      |
| 2014 | Girls Talk (feat. Brody Dalle)              | Sophie Muller      |
| 2015 | The Chemicals (feat. Brian Aubert)          | Sophie Muller      |
| 2016 | Empty                                       | Samuel Bayer       |
| 2016 | Magnetized                                  | Scott Stuckey      |
| 2017 | No Horses                                   | Scott Stuckey      |
| 2021 | The Men Who Rule the World                  | Javi Mi Amor       |
| 2021 | No Gods No Masters                          | Scott Stuckey      |